# Montague (Califórnia)
Montague é uma cidade localizada no estado americano da Califórnia, no Condado de Siskiyou. Foi incorporada em 28 de janeiro de 1909.

## Geografia
De acordo com o United States Census Bureau, a cidade tem uma área de 4,64 km², onde 4,61 km² estão cobertos por terra e 0,05 km² por água.

### Localidades na vizinhança
O diagrama seguinte representa as localidades num raio de 32 km ao redor de Montague.

## Demografia
Segundo o censo nacional de 2010, a sua população é de 1 443 habitantes e sua densidade populacional é de 313 hab/km². Possui 633 residências, que resulta em uma densidade de 137,30 residências/km².